# Craig Bellamy
Craig Douglas Bellamy (n. 13 iulie 1979, Cardiff, Țara Galilor, Regatul Unit) este un fotbalist britanic retras din activitate, care a jucat pe post de atacant la echipe ca Norwich, Newcastle și Cardiff. Pe plan internațional, are prezențe la națională pentru Țara Galilor, Țara Galilor U21⁠(d), Regatul Unit U23⁠(d) și Regatul Unit⁠(d). După încheierea carierei, a devenit antrenor, și antrenează în prezent pe Echipa națională de fotbal a Țării Galilor.

## Goluri internaționale
| #   | Data               | Stadion                                       | Oponent       | Scor | Rezultat | Competiția                                             |
| --- | ------------------ | --------------------------------------------- | ------------- | ---- | -------- | ------------------------------------------------------ |
| 1.  | 3 iunie 1998       | Ta' Qali National Stadium, Attard, Malta      | Malta         | 1–0  | 3–0      | Meci amical                                            |
| 2.  | 10 octombrie 1998  | Parken Stadium, Copenhaga, Danemarca          | Danemarca     | 2–1  | 2–1      | Preliminariile Campionatului European de Fotbal 2000   |
| 3.  | 5 septembrie 2001  | Ullevaal Stadion, Oslo, Norvegia              | Norvegia      | 2–1  | 2–3      | Calificările pentru Campionatul Mondial de Fotbal 2002 |
| 4.  | 13 februarie 2002  | Millennium Stadium, Cardiff, Țara Galilor     | Argentina     | 1–0  | 1–1      | Meci amical                                            |
| 5.  | 16 octombrie 2002  | Millennium Stadium, Cardiff, Țara Galilor     | Italia        | 2–1  | 2–1      | Preliminariile Campionatului European de Fotbal 2004   |
| 6.  | 29 martie 2003     | Millennium Stadium, Cardiff, Țara Galilor     | Azerbaidjan   | 1–0  | 4–0      | Preliminariile Campionatului European de Fotbal 2004   |
| 7.  | 18 august 2004     | Skonto Stadium, Riga, Letonia                 | Letonia       | 2–0  | 2–0      | Meci amical                                            |
| 8.  | 9 februarie 2005   | Millennium Stadium, Cardiff, Țara Galilor     | Ungaria       | 1–0  | 2–0      | Meci amical                                            |
| 9.  | 9 februarie 2005   | Millennium Stadium, Cardiff, Țara Galilor     | Ungaria       | 2–0  | 2–0      | Meci amical                                            |
| 10. | 11 octombrie 2006  | Millennium Stadium, Cardiff, Țara Galilor     | Cipru         | 3–0  | 3–1      | Preliminariile Campionatului European de Fotbal 2008   |
| 11. | 14 noiembrie 2006  | Racecourse Ground, Wrexham, Țara Galilor      | Liechtenstein | 3–0  | 4–0      | Meci amical                                            |
| 12. | 26 mai 2007        | Racecourse Ground, Wrexham, Țara Galilor      | Noua Zeelandă | 1–1  | 2–2      | Meci amical                                            |
| 13. | 26 mai 2007        | Racecourse Ground, Wrexham, Țara Galilor      | Noua Zeelandă | 2–2  | 2–2      | Meci amical                                            |
| 14. | 12 septembrie 2007 | Štadión Antona Malatinského, Trnava, Slovacia | Slovacia      | 2–1  | 5–2      | Preliminariile Campionatului European de Fotbal 2008   |
| 15. | 12 septembrie 2007 | Štadión Antona Malatinského, Trnava, Slovacia | Slovacia      | 3–1  | 5–2      | Preliminariile Campionatului European de Fotbal 2008   |
| 16. | 19 noiembrie 2008  | Brøndby Stadium, Brøndby, Danemarca           | Danemarca     | 1–0  | 1–0      | Meci amical                                            |
| 17. | 10 octombrie 2009  | Helsinki Olympic Stadium, Helsinki, Finlanda  | Finlanda      | 1–1  | 1–2      | Calificările pentru Campionatul Mondial de Fotbal 2010 |
| 18. | 11 august 2010     | Parc y Scarlets, Llanelli, Țara Galilor       | Luxemburg     | 5–1  | 5–1      | Meci amical                                            |
| 19. | 12 noiembrie 2011  | Cardiff City Stadium, Cardiff, Țara Galilor   | Norvegia      | 2–0  | 4–1      | Meci amical                                            |

## Palmares

### Club
Celtic
- Cupa Scoției: 2005

Liverpool
- League Cup: 2011–12
- FA Community Shield: 2006

Cardiff City
- Football League Championship: 2012–13

### Individual
- Fotbalistul galez al anului: 2007
- PFA Young Player of the Year Award: 2001–02
- Jucătorul sezonului la Blackburn Rovers: 2005–06
- Golul Lunii în Premier League: april 2006, september 2009
- Jucătorul Lunii în Scottish Premier League: martie 2005

## Statistici carieră
La 16 decembrie 2013.
|               |                  |                         | Campionat | Campionat | Cupă    | Cupă   | Cupa Ligii | Cupa Ligii | Continental | Continental | Total   | Total  |
| Sezon         | Club             | Campionat               | Meciuri   | Goluri    | Meciuri | Goluri | Meciuri    | Goluri     | Meciuri     | Goluri      | Meciuri | Goluri |
| ------------- | ---------------- | ----------------------- | --------- | --------- | ------- | ------ | ---------- | ---------- | ----------- | ----------- | ------- | ------ |
| 1996–97       | Norwich City     | First Division          | 3         | 0         | 0       | 0      | 0          | 0          | –           | –           | 3       | 0      |
| 1997–98       | Norwich City     | First Division          | 36        | 13        | 1       | 0      | 1          | 0          | –           | –           | 38      | 13     |
| 1998–99       | Norwich City     | First Division          | 40        | 17        | 0       | 0      | 5          | 2          | –           | –           | 45      | 19     |
| 1999–2000     | Norwich City     | First Division          | 4         | 2         | 0       | 0      | 0          | 0          | –           | –           | 4       | 2      |
| 2000–01       | Norwich City     | First Division          | 1         | 0         | 0       | 0      | 0          | 0          | –           | –           | 1       | 0      |
| 2000–01       | Coventry City    | Premier League          | 34        | 6         | 2       | 1      | 3          | 1          | –           | –           | 39      | 8      |
| 2001–02       | Newcastle United | Premier League          | 27        | 9         | 3       | 0      | 3          | 4          | 6           | 1           | 39      | 14     |
| 2002–03       | Newcastle United | Premier League          | 29        | 7         | 1       | 0      | 0          | 0          | 6           | 2           | 36      | 9      |
| 2003–04       | Newcastle United | Premier League          | 16        | 5         | 0       | 0      | 0          | 0          | 8           | 5           | 24      | 10     |
| 2004–05       | Newcastle United | Premier League          | 21        | 7         | 1       | 0      | 2          | 0          | 5           | 3           | 29      | 10     |
| 2004–05       | Celtic           | Scottish Premier League | 12        | 7         | 3       | 2      | 0          | 0          | –           | –           | 15      | 9      |
| 2005–06       | Blackburn Rovers | Premier League          | 27        | 13        | 1       | 2      | 4          | 2          | –           | –           | 32      | 17     |
| 2006–07       | Liverpool        | Premier League          | 27        | 7         | 0       | 0      | 2          | 0          | 12          | 2           | 41      | 9      |
| 2007–08       | West Ham United  | Premier League          | 8         | 2         | 0       | 0      | 1          | 2          | –           | –           | 9       | 4      |
| 2008–09       | West Ham United  | Premier League          | 16        | 5         | 1       | 0      | 0          | 0          | –           | –           | 17      | 5      |
| 2008–09       | Manchester City  | Premier League          | 8         | 2         | 0       | 0      | 0          | 0          | 3           | 2           | 11      | 4      |
| 2009–10       | Manchester City  | Premier League          | 32        | 10        | 3       | 1      | 5          | 0          | –           | –           | 40      | 11     |
| 2010–11       | Cardiff City     | Championship            | 35        | 11        | 0       | 0      | 0          | 0          | –           | –           | 35      | 11     |
| 2011–12       | Liverpool        | Premier League          | 24        | 6         | 3       | 1      | 6          | 2          | –           | –           | 33      | 9      |
| 2012–13       | Cardiff City     | Championship            | 33        | 4         | 0       | 0      | 0          | 0          | –           | –           | 33      | 4      |
| 2013–14       | Cardiff City     | Premier League          | 19        | 1         | 0       | 0      | 0          | 0          | –           | –           | 19      | 1      |
| Total carieră | Total carieră    | Total carieră           | 452       | 134       | 19      | 7      | 32         | 13         | 40          | 15          | 543     | 169    |